# جون موريس (لاعب كريكت نيوزلندي)
جون موريس (9 يناير 1933 ببادنغتون في المملكة المتحدة - 9 يناير 1970 في نيوزيلندا) (بالإنجليزية: John Morris)‏ هو لاعب كريكت نيوزلندي.

## وصلات خارجية
- جون موريس على موقع إي آس بي آن كريك إنفو (الإنجليزية)